# Пяденица хохлатая
Пяденица хохлатая (Colotois pennaria) — бабочка из семейства пядениц.

## Описание

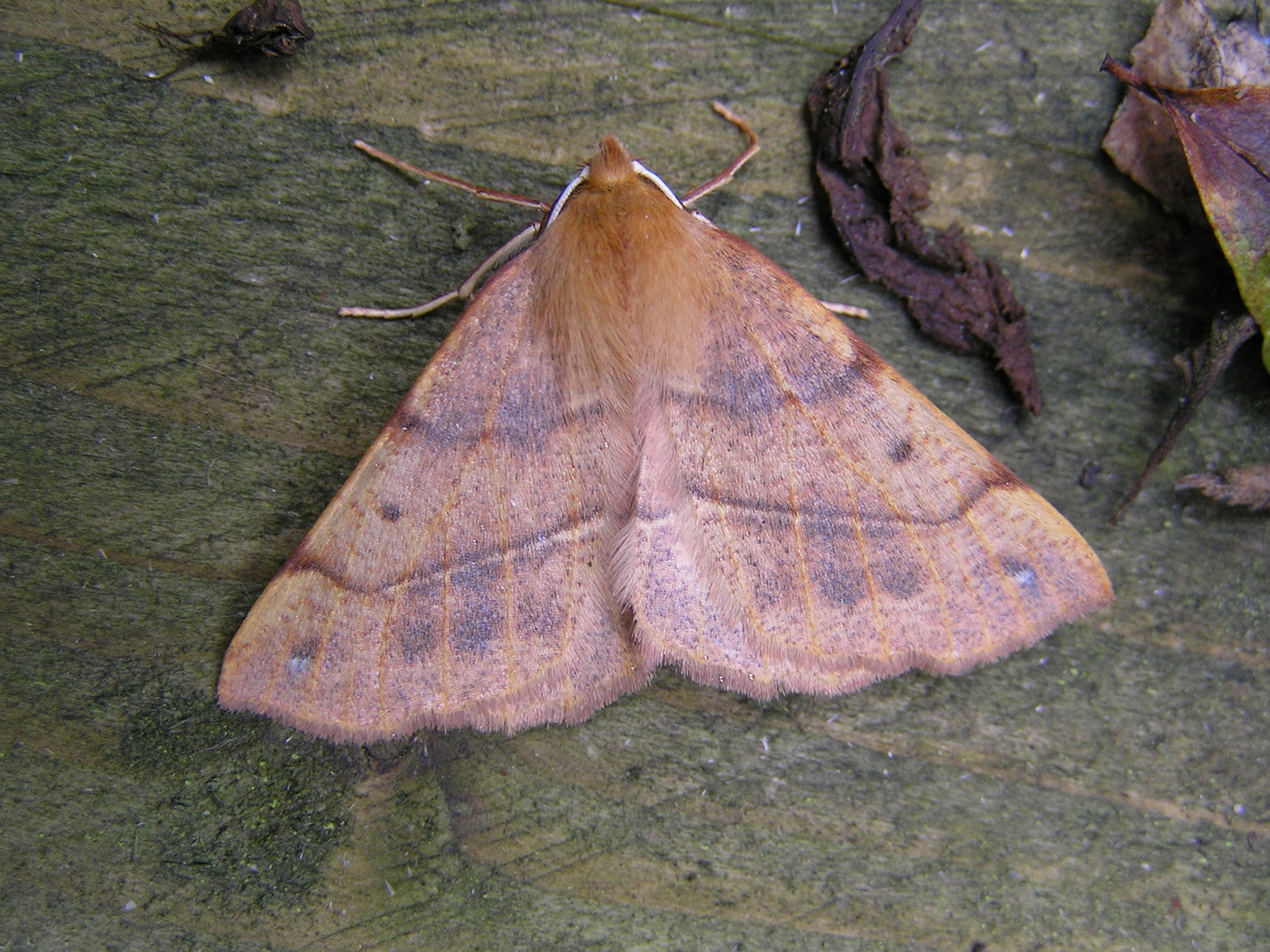

Размах крыльев 45—50 мм. Передние крылья самца окрашены в красновато- или рыжевато-бурые тона с тёмным напылением. Несут на себе две поперечные тёмные линии, между которыми находится тёмная точка. У вершины переднего крыла находится чёрное пятно с белым центром. Окраска крыльев самки жёлто-серая, иногда белая. Пятно в вершине переднего крыла чёрного цвета, малозаметное. Задние крылья у обоих полов светлее передних. По ним проходит одна тёмная линия, с внутренней стороны от которой имеется тёмная точка.

## Ареал
Средняя и Южная Европа, Малая Азия, средняя полоса России, Кавказ; Приамурье, Приморье, Сахалин, Кунашир; Китай, Корея, Япония.

## Биология

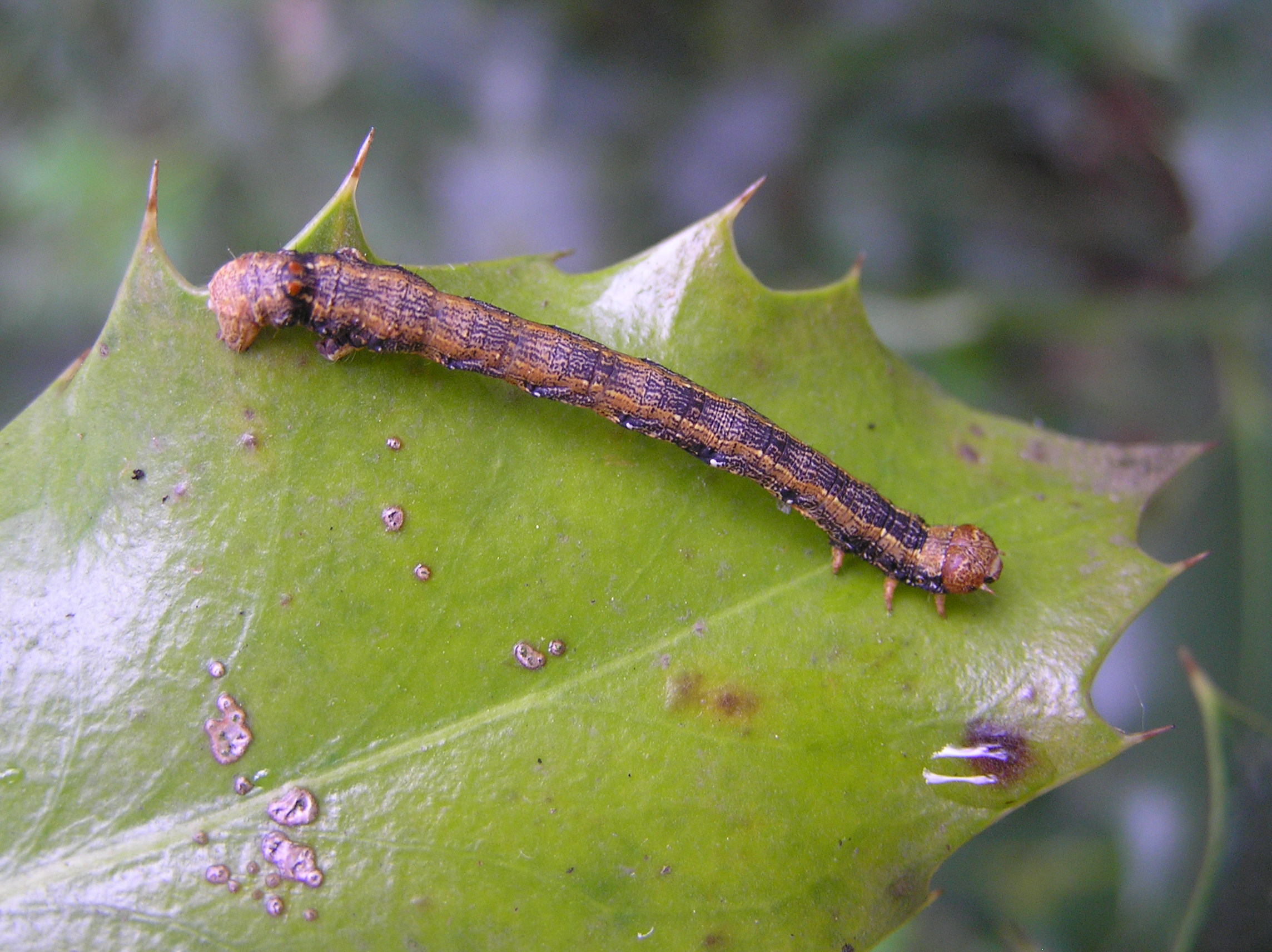
Гусеница

Время лёта в сентябре-октябре. Гусеница чёрно-бурого или серо-бурого цвета с нечётким светлым рисунком, иногда с желтоватыми пятнами. Гусеница питается на берёзе, дубе, тополе, иве, липе, ольхе, сливе, груше, яблоне, и вязе. Куколка красно-жёлтого цвета.